# Буркотово
Буркотово (каз. Буркотово) — село в Бородулихинском районе Абайской области Казахстана. Административный центр Таврического сельского округа. Код КАТО — 633885100.

## Население
В 1999 году население села составляло 968 человек (473 мужчины и 495 женщин). По данным переписи 2009 года, в селе проживало 778 человек (376 мужчин и 402 женщины).